# Aubrey Morris
Aubrey Morris, właśc. Aubrey Steinberg (ur. 1 czerwca 1926 w Portsmouth, zm. 14 lipca 2015 w Los Angeles) – brytyjski aktor teatralny, filmowy i telewizyjny. Znany m.in. z występów w filmach Mechaniczna pomarańcza czy Kult.

## Życiorys
Morris był jednym z dziewięciorga dzieci Becky (z domu Levine) i Morry'ego Steinberga. Jego starszym bratem był Wolfe Morris, który także został aktorem. Jego dziadkowie pochodzili z Kijowa, jednak wskutek rosyjskich pogromów uciekli do Londynu w 1890 roku, z kolei później rodzina przeniosła się do Portsmouth.
Po raz pierwszy na scenie teatralnej wystąpił w 1944 w Zimowej opowieści Szekspira. W późniejszych latach występował w The Old Vic oraz na Broadwayu. Na dużym ekranie zagrał w blisko pięćdziesięciu filmach. Jego najbardziej znane z jego udziałem to: Mechaniczna pomarańcza (1971) Stanleya Kubricka, Kult (1973) Robina Hardy'ego, Miłość i śmierć (1975) Woody'ego Allena, Lisztomania (1975) Kena Russella czy Przygody najsprytniejszego z braci Holmesów (1975) Gene'a Wildera. Wystąpił także w wielu produkcjach telewizyjnych.

## Filmografia
- The Quare Follow (1962) jako Silvertop
- The Night Caller (1965) jako Thorburn
- The Great St Trinian's Train Robbery (1966) jako Hutch
- The Sandwich Man (1966) jako Cedric
- Życie w Battersea (1968) jako Creely
- Jeśli dziś wtorek, to jesteśmy w Belgii (1969) jako Harry Dix
- Mechaniczna pomarańcza (1971) jako P.R. Deltroid
- Krew z grobowca mumii (1971) jako  Dr. Putnam
- Got for a Take (1972) jako reżyser
- Kult (1973) jako stary ogrodnik / grabarz
- Man About the House (1974) jako wykładowca
- Miłość i śmierć (1975) jako żołnierz
- Lisztomania (1975) jako menadżer
- Przygody najsprytniejszego z braci Holmesów (1975) jako woźnica
- S.O.S. Titanic (1979) jako John Hart
- Jankes na Oxfordzie (1984) jako Dr. Quentin Boggs
- Zwariowane przygody Robin Hooda (1984) jako arcybiskup
- Siła witalna (1985) jako Sir Percy Heseltine
- The Rachel Papers (1989) jako Sir Herbert
- Moja dziewczyna 2 (1994) jako Alfred Beidermeyer
- The Goal Movie (1995) jako Dr. Jonah
- Opowieści z krypty: Orgia krwi (1996) jako McCutcheon
- Mumia - Legenda (1998) jako Doktor Winchester
- Visioneers (2008) jako Stary Jeffers